# Афричка царства
Афричка царства подразумева општи појам који се користи у афричким студијама, а односи се на бројна преколонијална афричка краљевства мултинационалне структуре, која обухвата разне народе и политике у један јединствени ентитет, углавном путем освајања.
У наставку су позната афричка царства са својим главним градовима.

## Сахелијска царства
Сахелијска царства су представљала групу средњовековних царства са центром у сахелу, травнатом подручју јужно од Сахаре.
- Прва велика држава која се идигла на овом подручју је Ганско царство (Багаду). Име је добило по владарској титули тадашњег владара Вагаде.[8] Централозовано у данашњем Сенегалу и Мауританији, било је прво које је профитирало од руде злата. Гана је доминирала овом регијом у периоду од 750. до 1078. године. Од мањих држава најпознатије су: Таркур на западу, Малинке краљевство на југу и Сонгај царство на истоку.
- Када је Гана пала под инвазијом династије Алморавида, иста судбина је снашла и мања краљевства. Након 1235. године Мали царство је постало доминантно. Локализовано на реци Нигер на западу Гане, на данашњем подручју Нигера и Малија, достигло је свој врхунац 1350. године, али је већ 1400. преузето од стране вазалских држава.
- Најмоћније је било Сонгај царство које се брзо ширило, на челу са Сони Алом 1460. године. До 1500. године уздигло се од Камерона до Магреба, чинећи највећу земљу у афричкој историји, мада је кратко трајало (до 1591. године) када су дошли Мароканци са својим мускетама.
- Далеко на истоку, на језеру Чад, држава Канем-Борну, основана као Канем у деветом веку, достигла је превласт и централном делу региона Сахел. Западно од њих, доминирали су уједињени градови-државе под називом Хауса. Ове две државе су коегззистирале не тако лако, али су биле прилично стабилне.
- 1810. године Сокото калифат осваја Хаусу, стварајући државу која је центализованија. Они су тада коегзистирали уз Канем-Борну све до најезде Европљана, када су обе пале биле подељене између Француза и Британаца.
- Царство Јолоф је постојало од 1350. до 1889. године.

## Царства у периоду од 15. до 19. века
Од 15. па све до 19. века када је дошло до Освајања Африке, бројна царства су настајала јужно од сахела, највише у западној Африци.

### Западна Африка
Западноафричка царства су у овој регији била на врхунцу моћи у касном 18. веку, паралелно са развојем Атлантске трговине робљем. Ова царства су увела културу сталног ратовања како би остварила захтеван број затвореника, који би постали робови европских колонија. Појављивањем аболиционизма током 19. века, трговона робљем постаје мање лукративна и урушава се крајем тог века.
- Цивилизација Нок се сматра једном од најнапреднијих античких субсахарских цивилизација афричке историје. Настала је око 1500. године пре нове ере на простору данашње Нигерије. Познати су по првом топљењу гвожђа и теракотанаској архитектури. 200. године пре нове ере су мистериозно изумрли.
- Краљевство Ни (1043—1911) била је средњовековна западноафричка држава Нри-Игбо, подгрупа Игбо народа, представљајући најстарије краљевство у Нигерији. Краљевство Ни било је најнеобичније у историји свестске владе будући да њихов владар није имао војну снагу. Краљевство је постојало као свера религиозно-политичког утицаја, и било је вођено од стране свештеника-краља којег су називали Езе Нри. Он је био задужен за трговину и дипломатију, при чему је имао божански ауторитет у релиигијским стварима.
- Царство Ојо (1400—1895) било је западноафричко царство које се постојало на просторима данашње западне Нигерије. Основао га је Јоруба у 15. веку, а постало је једно од највећих западноафричких држава. Уздигло се богатством које је стечено трговином и моћном коњицом. Царство Ојо било је најзначајнија политичка држава од половине 17. до касног 18. века, утицајући не само на државе Јорубе већ и на краљевство Фон.
- Бенинско царство(1440—1897), преколонијална афричка држава модерне Нигерије.
- Царство Кабу(1537—1867), Мандика краљевство, уздигло се захваљујући корена које вуче из Мали царства. Након његовог пада, постаје независно краљевство.
- Аро конфедерација (1690-1902, трговинска унија настала под подгрупом Игбо, народом Аро, са центром у Арочукву(данашња северноисточна Нигерија).
- Бономан(11-19. век), позната као Аканска држава. Трговина златом и кола воћем са државама на северу довела је до богатства и просперитета.
- Ашанти царство(1701—1894), преколонијална западноафричка држава Акан, што је данас Ашанти регија у Гани. Царство се простирало од централне Гане до данашњег Тога, граничећи се са Дагомба краљевством на северу и Дахомејског краљевства на истоку. Данас, монархија Ашанти и даље постоји као једна од уставно заштићених, традиционалних држава у оквиру Републике Гане.
- Разне државе аканског народа(11-19. век).
- Царство Конг(1712—1898) централизовано на североистоку Обале Слоноваче, данашњи простор Буркине Фасо.
- Царство Бамана(1712—1896), данашњи Мали. Владао је Кулубали из династије основане 1640. године. Царство је постојало као централизована држава од 1712. до 1861. године када је дошло до инвазије.
- Калифат Сокото(1804—1903) је исламско царство у Нигерији, којим је владао султан Саду Абубакар. Основано је у 19. веку и било је једно од најмоћнијих царства у субсахарској Африци пре европске колонијализације. Калифат је постојао и током колонијалног периода, па и после, само је био слабији.
- Царство Васоулоу(1878—1898) је било краткотрајног века. Основано од стране Самори Тура, а уништено од стране француске колонијалне војске.

### Велика језера
- Китара царство у подручју Великих афричких језера.[10]
- Бугада (1300. до данас)
- Средњовековни Свахили градови-државе

### Конго
- Краљевство Конго (1400—1888)
- Царство Луба (1585—1885)
- Царство Лунда (1660—1887)

### Јужна Африка
Мутапа царство или царство Великог Зимбабвеа (1450—1629) било је средњовековно краљевство које се налазило између Замбези и Лимпопо река у јужној Африци, на простору данашњих држава Зимбабве и Мозамбик. Остаци историјског града су пронађени у рушевинама Великог Зимбабвеа.
- Зулу крањевство
- Марави краљевство
- Мапунгубве краљевство

### Северна Африка

#### Античка северноафричка царства
Преисламска царства северне Африке:
- Керма краљевство (2500—1500. године пре нове ере)
- Стари Египат (3100—650. године пре нове ере)
- Куш краљевство (1070—350. године нове ере)

Нобација (350-650. године нове ере)
Макурија (340-1312. године нове ере)
Алодија (???-1504. године нове ере)
- Стара Картагина (575-146. године пре нове ере)

#### Афричка царства
У Алжиру:
- Династија Бану Ифран (830—1040)
- Династија Зирид (947—1090)
- Династија Хамадид (1014—1152)
- Калифат Алмохад (1145—1244)

У Мароку:
- Династија Идрисд (789–974)
- Династија Алморавид (1061–1145)
- Династија Алмохад (1145–1244)
- Династија Маринид (1244–1465)
- Династија Ватасид (1471–1554)
- Династија Сади (1554—1666)
- Династија Алоуит (1666. до данас)

У Тунису:
- Династија Фатимид (910–969)
- Династија Зирид (973–1148)
- Династија Хафсид (1229–1574)

У Египту:
- Династија Фатимид (969–1171)
- Династија Ајубид (1171–1254)
- Династија Мамлук (1250–1517)

У Судану:
- Султанат Сенар (1502–1821)

### Афрички рог
- Античка земља Пунт (2500. године пре нове ере)
- Антички градови Барбара и државе у Периплусу, Еритрејско море (1. век)
- Опоне (1000. године пре нове ере - 5. век нове ере)
- Мундус
- Мосилон
- Малао
- Никон
- Сарапион
- Краљевство Аксум (1. век - 9. век)
- Краљевство Базин (9. век)
- Краљевство Балгин (9. век)
- Краљевство Јарин (9. век)
- Краљевство Кита (9. век)
- Краљевство Нагаш (9. век)
- Краљевство Танкиш (9. век)
- Султанат Могадишу (10. век - 16. век)
- Етиопско царство (1137–1974)
- Династија Загве (1137–1270)
- Соломонска династија (1270–1974)
- Султанат Ифат (1285–1415)
- Султанат Варсангали (1298–1960)
- Султанат Ајуран (1300–1700)
- Султанат Адал (1415–1555)
- Султанат Харар (1526–1577)
- Харар емирати (1647–1887)
- Султанат Геледи (17. век – 19. век)
- Султанат Мајертен (18. век – 20. век)
- Ауса султанат (1734. до данас)
- Краљевство Гома (1800–1886)
- Краљевство Јима (1830–1932)
- Краљевство Гума (1840–1902)
- Султанат Хобио (1880s–1920)
- Држава Дервиш (1896–1920)

## Поређење
Вансина (1962) говори о класификацији субсахарских афричких краљевстава, углавном централне, јужне и источне Африке, уз додатне податке о западноафричким краљевствима, разликујући пет типова и то по опадајућој централизацији власти:
1. Деспотска краљевства: Краљ директно контролише унутрашњу и спољну политику (Руанда, Нкоре, Сога и Конго у 16. веку).
2. Регалска краљевства: Краљ директно контролише спољну политику, а унутрашњу преко система надзорника; краљ и његови шефови припадају истим кланова или родовима.
3. Инкорпоративна краљевства: Краљ контролише само спољну политику без константне повезаности између њега и шефова провинција; њихове провинције остају ненарушавана након освајања (Бамилеке, Лунда, Луба, Лози).
4. Аристократска краљевства: Једина веза централне управе са провинцијама је плаћањее данка; овакав тип краљевства представља прелаз између регалних краљевстава и федерација (Казембе, Луапула, Куба, Нгоде, Млање, Ха, Зинза, Чага).
5. Федерације: Спољну политику уређује веће старешина на челу са краљем (Ашанти унија).